# عيد الوادي الجميل
عيد الوادي الجميل أو عيد الوادي أو مهرجان الوادي هو احتفال مصري قديم كان يحتفل به سنويا في طيبة (الأقصر) خلال فترة الدولة الوسطى و ما بعدها.
و فيه كانت تغادر القوارب المقدسة للإله آمون رع و زوجته الإلهة موت وابنهما الإله خونسو معبد الكرنك لزيارة المعابد الجنائزية للملوك الأموات على الضفة الغربية للنيل و مقابرهم في جبانة طيبة.

## الاحتفالات
و قد كان عيد الوادي الجميل أو «حب نفر إن إنت» أو «حب إن إنت» بالمصرية القديمة  احتفالاً لتكريم الموتى. و يمكن اعتباره أكثر قدماً من مهرجان «الأوبت» حيث أنه يمكن تتبعه إلى عصر الدولة الوسطى. و قد قيل أنه كان ينعقد بمثابة ذكرى للموتى منذ بداية عصر الدولة الوسطى. ومع ذلك، عندما اندمج مع مهرجان الأوبت، أصبح الموكب المقدس هو الحدث الرئيسي في التقويم المقدس الطيبي. و قد كان يعقد هذا المهرجان السنوي في يوم ميلاد القمر من الشهر الثاني من فصل شمو. وكان يحدث هذا في موسم الصيف، أو اليوم الأول من شهر أغسطس ، أي في فترة يحدث فيها انغمار الأراضي الزراعية بمياه الفيضان مما يؤدي لحالة ركود زراعي ، و قد كان هذا العيد محجاً لمنطقة الدير البحري ، لم يحسب المهندسون مصممو معبد الملك منتوحتب الثاني له حساباً مما جعل طرقات المعبد متعرجة و غير مناسبة لحمل سفن ثالوث طيبة في سياحتها لمعابد الملوك الجنائزية. و خلال عهد الملكة حتشبسوت تم عمل كل من عيدي «الأوبت» و «الوادي الجميل» لآمون.
كان هناك موكب عظيم في بداية الاحتفالات التي كان يمكن أن تستمر لعدة أيام. لقد كانت مناسبة مليئة بالألوان و البهجة لشعب طيبة. يقود الإله آمون الموكب ، من الشرق (الذي يعني الشمس المشرقة و الحياة الجديدة والجهة المخصصة للأحياء من المدينة) إلى الغرب (الشمس الغاربة و أرض الأموات.) في هيئة تمثال لآمون (أو تصوير له) مزين بقلادات عريضة و قرص الشمس،  الذي يحمله الكهنة عبر النيل في القارب المقدس. وبعد ذلك يوضع هذا القارب في «وسر حات» (اسم قارب الإله آمون المقدس) موشاة بالذهب و المعادن النفيسة. وسيتبع ذلك الوسرحات بواسطة قوارب للإلهة موت و الإله خونسو لتشكيل ثالوث طيبة. مع اتجاه الموكب إلى معبد المليون سنة لملك من الملوك يقوم أهالي البلدة الموجود فيها المعبد بتقديم القرابين و الأضاحي من الطعام و الشراب وكذلك الزهور إلى ثالوث القوارب المقدسة. و قد كانت تقدم كميات كبيرة من الزهور، فقد اعتقد المصريون القدماء أن الزهور تصبح مليئة بعطر و جوهر و روح الإله. ثم يأخذ الأهالي هذه الزهور المملوءة بعطر الإله و جوهره و يضعونها على قبور أقاربهم كتعبير عن احترامهم لهم ، وضماناً لإحياء روح المتوفى. سوف يشربون وينامون في المقابر المتوفى حيث أن المستويات المختلفة من الوعي تبارك الموتى و تجعلهم أقرب إلى الإله. و بهذا يكون مقام آمون و قدس أقداسه وصل إلى «جسر جسرو» (الاسم الأصلي لمعبد الدير البحري و يعني أقدس المقدسات)  للتأكيد مجددا على العلاقة بين ملك الآلهة و ملك الشعب.